# Fabian Ponholzer
Fabian Ponholzer (* 11. Februar 1998) ist ein österreichischer Fußballspieler.

## Karriere
Ponholzer begann seine Karriere beim SV Wörgl. 2010 wechselte er zum FC Wacker Innsbruck. Zwischen 2011 und 2013 spielte er für den FC Red Bull Salzburg. 2013 ging er nach Deutschland zur SpVgg Unterhaching. 2014 kehrte er nach Österreich in die AKA Tirol zurück.
Im November 2014 spielte er letztmals für die AKA Tirol. Ab September 2014 spielte er zudem für die Zweitmannschaft der WSG Wattens. Im Juni 2015 debütierte er am 30. Spieltag der Saison 2014/15 gegen den FC Dornbirn 1913 in der Regionalliga. Mit den Wattenern konnte er in der Saison 2015/16 Meister der Regionalliga West werden und somit in den Profifußball aufsteigen.
Im Sommer 2016 wurde er zudem Kooperationsspieler des Regionalligisten SC Schwaz. Im Oktober 2016 debütierte er für Wattens in der zweiten Liga, als er am 13. Spieltag der Saison 2016/17 gegen den SC Wiener Neustadt in der Startaufstellung stand. In der Winterpause der Saison 2016/17 wurde die Kooperation beendet.
Nach der Saison 2016/17 verließ er die Wattener. Daraufhin wechselte er im Juli 2017 zum viertklassigen SV Völs.
Zur Saison 2020/21 wechselte er zum drittklassigen SC Imst. Im Jänner 2024 zog er weiter zum viertklassigen Innsbrucker AC.

## Persönliches
Sein Zwillingsbruder Emanuel ist ebenfalls Fußballspieler.